# Thomas Strauß
Thomas Strauß, né le 15 décembre 1953 à Berlin, est un rameur d'aviron ouest-allemand.

## Palmarès

### Jeux olympiques
- 1976 à Montréal
  -  Médaille de bronze en deux sans barreur[1]